# Goldene Girlande der Drigung-Linie
| Tibetische Bezeichnung |
| --- |
| Tibetische Schrift: འབྲི་གུང་པ་གདན་རབས་གསེར་ཕྲེང |
| Wylie-Transliteration: 'bri gung gdan rabs gser phreng; nges don bstan pa'i snying po mgon po 'bri gung pa chen po'i gdan rabs chos kyi byung tshul gser gyi phreng ba |
| Chinesische Bezeichnung |
| Traditionell: 直貢法嗣 |
| Vereinfacht: 直贡法嗣 |
| Pinyin:Zhigong fasi |

Die Goldene Girlande der Drigung-Linie (tib.  'Bri gung gdan rabs gser phreng) von Tendzin Pema Gyeltshen (bstan 'dzin pad ma'i rgyal mtshan; 1770–1826) aus den Jahren 1800–1803 ist eine Chronik der Linienhalter der Drigung-Linie, eine Geschichte der Drigungpa und ihrer Äbte.
Ihr Verfasser, ein bedeutender Geistlicher der Drigung-Schule des tibetischen Buddhismus, war von 1788 bis 1810 der 29. Drigung-Kagyü-Linienhalter und Abt des Drigung-Klosters (Drigung Thil). Er war der 4. Chetshang Rinpoche.
Das Werk fand Aufnahme in der modernen tibetischen Buchreihe gangs can rig mdzod im Verlag bod ljongs bod yig dpe rnying dpe skrun khang.
Eine chinesische Übersetzung erschien im Verlag bod ljongs mi dmangs dpe skrun khang.

## Ausgaben
- Xizang zangwen guji chubanshe (Juli 1989) – gangs can rig mdzod Nr. 8

## Übersetzungen

### Chinesisch
- Xizang renmin chubanshe (1995)